# Betamax
Sony's Betamax er et 12,7 mm hjemmevideo videobåndsformat (VCR) introduceret i 1975 og afledt fra det tidligere, professionelle 19,1 mm U-matic-format. Ligesom VCR systemet VHS, introduceret af JVC i 1976, havde det intet beskyttelsesbånd og brugte azimutoptagelse for at reducere elektronisk krydstale. "Betamax"navnet kom af, at når båndet løb igennem løbeværket lignede det det græske bogstav "Beta".
Trods Betamax' fordele med f.eks. en bedre billedkvalitet, klarede det sig ikke mod VHS-formatet i den globale markedskonkurrence og efter konstant faldende markedsandele standsede Sony produktionen helt i 2002.